# Mr. Moto

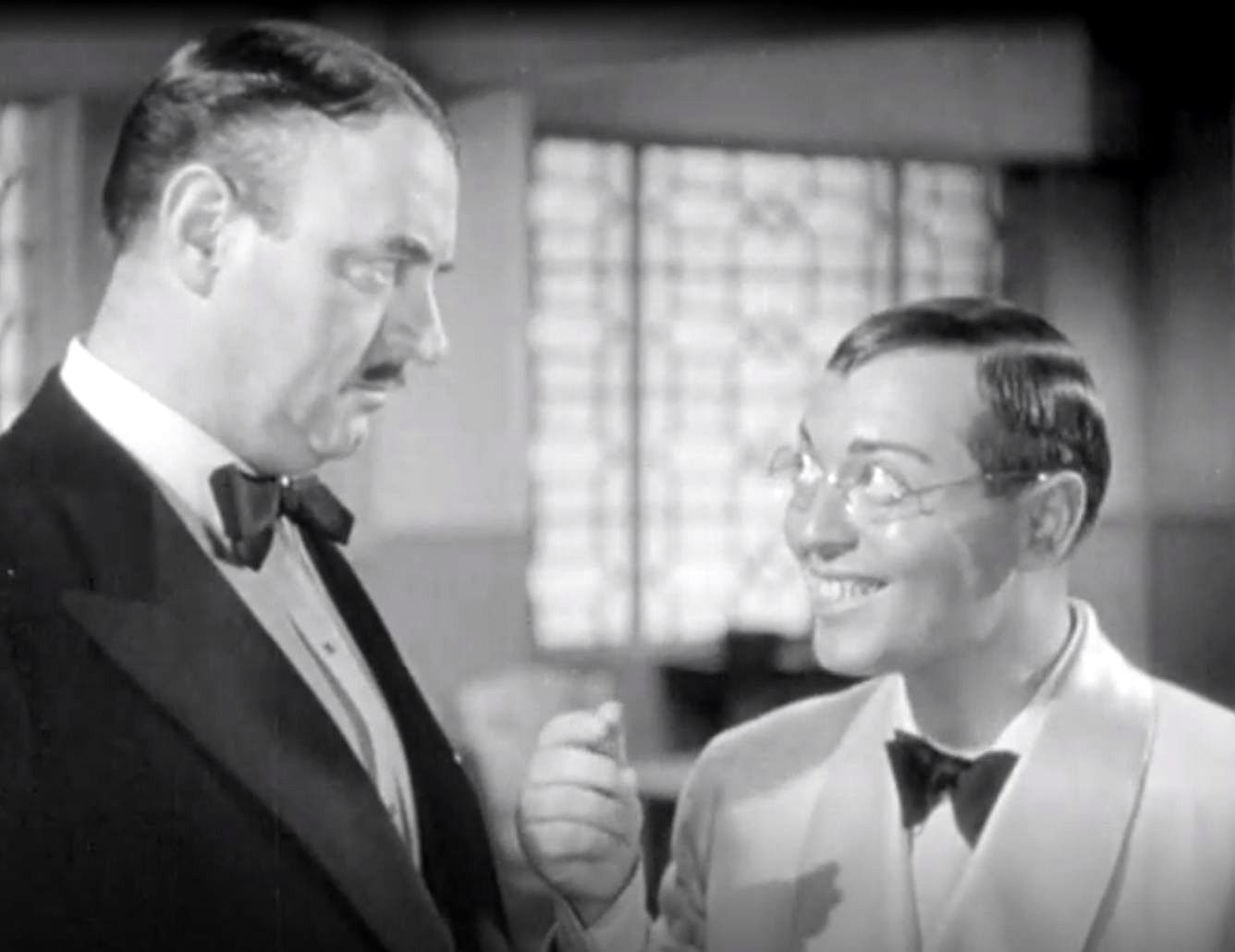
Peter Lorre als Mr. Moto (rechts) und Sig Ruman in Mr. Moto und die Schmugglerbande (1937)

Mr. Moto ist die von dem Schriftsteller John P. Marquand geschaffene Kunstfigur eines japanischen Geheimagenten. Marquand veröffentlichte zwischen 1935 und 1957 sechs Romane mit Mr. Moto in der Hauptrolle.
Zudem ist er der Titelheld einer achtteiligen US-amerikanischen Filmreihe (von 1937 bis 1939) mit Peter Lorre in der Hauptrolle.
Im Jahr 1965 folgte ein Film außer der Reihe mit dem Titel The Return of Mr. Moto; diesmal wurde der japanische Kriminalist von Henry Silva gespielt.
Mr. Motos Vorname lautet Kentaro.

## Filmografie
Die Nummer in Klammern gibt Aufschluss über die tatsächliche Produktionsreihenfolge.
- 1937 Film 1: Mr. Moto und die Schmugglerbande (Think Fast, Mr. Moto) (1)
- 1937 Film 2: Mr. Moto und der China-Schatz (Thank You, Mr. Moto) (3)
- 1938 Film 3: Mr. Moto und der Wettbetrug (Mr. Moto's Gamble) (4)
- 1938 Film 4: Mr. Moto und der Dschungelprinz (Mr. Moto Takes a Chance) (2)
- 1938 Film 5: Mr. Moto und der Kronleuchter (Mysterious Mr. Moto) (5)
- 1939 Film 6: Mr. Moto und die Flotte (Mr. Moto's Last Warning) (6)
- 1939 Film 7: Mr. Moto und die geheimnisvolle Insel (Mr. Moto in Danger Island) (8)
- 1939 Film 8: Mr. Moto und sein Lockvogel (Mr. Moto Takes a Vacation) (7)